# ソ連空軍志願隊

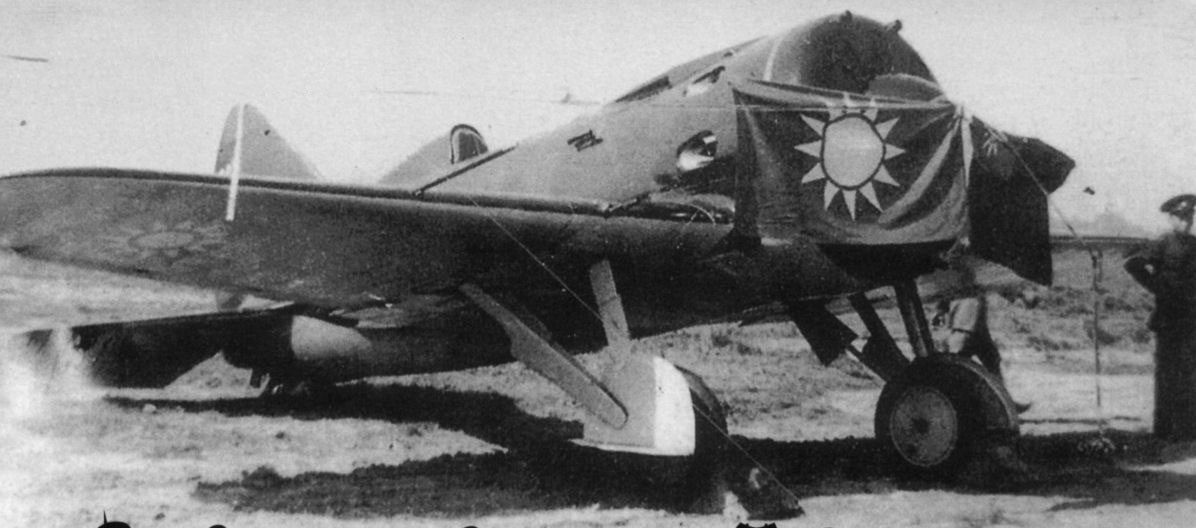
翼に青天白日マークを塗ったI-16戦闘機。I-16は中国空軍やソ連志願隊の主力戦闘機として使用された。

ソ連空軍志願隊（中国語: 苏联空军志愿队）とは、日中戦争（支那事変）中の1937年から1941年までの間、中華民国を支援したソビエト空軍の義勇部隊である。ソ連の対中軍事援助の一環として、軍用機の供給とともにソ連空軍部隊が名目的な義勇兵として派遣された。ソ連義勇飛行隊（―航空志願隊、援華航空隊）などとも。中国では「正義の剣」と称された。

## 概要
1937年（昭和12年）7月、日中戦争（支那事変）が勃発し、中国空軍は初期の日本軍との戦闘で大きな損害を受けていた。8月21日、中ソ不可侵条約が締結されたことにより、ソビエト連邦から中国への軍事・経済的な援助が可能となった。9月14日、国民政府はソ連政府に対して飛行機などの武器供給とソ連空軍の作戦部隊派遣を要請した。ソ連政府は積極的な決定を行い、軍内から優良な人員を選定して戦闘機大隊（ポリカルポフ I-16戦闘機31機、人員101人）と爆撃機大隊（ツポレフSB爆撃機31機、人員153人）が編成されることとなった。義勇兵たちは、ザバイカル軍管区や周辺軍管区の航空隊、太平洋艦隊の第9、第32独立戦闘機大隊などから選抜、あるいは部隊ごと派遣された。彼らは形式上は義勇兵とされていたが、自主的な志願ではなく、特質による選抜で指名されていた。なお、この派遣任務はZ（Zet）作戦と呼ばれた。
10月21日から11月までに、第１陣の義勇パイロット・地上勤務員・建築士・技師など447人と、飛行機225機（戦闘機155、中型爆撃機62、練習機8）がアルマ・アタから新疆を経由して中国へ到着した。ソ連製航空機は中国空軍にも供与され、 中国軍パイロットは甘粛省・蘭州基地でソ連志願隊からI-16の戦闘教練を受けた。また、成都・老河口には飛行学校が開設され、ソ連人顧問が直接指導した。1ヶ月間の訓練を終えた中ソ連合航空隊は、12月上旬の南京防衛戦で初参戦している。
1938年1月26日、南京を爆撃した中国空軍機の1機が撃墜され、別の1機が不時着した。両機ともソ連人パイロットにより操縦されていたことがわかり、ソ連の義勇部隊が参戦しているという事実が初めて明るみに出た（中ソ両国とも軍事援助について公には宣伝しなかった）。4月4日、重光葵駐ソ大使はこの義勇飛行兵についてソ連外務省を訪れて抗議した。マクシム・リトヴィノフ外相は軍人の派遣を否定し、「支那事変」を戦争と扱っていない日本のクレームは理解出来ないとして取り合わなかった。
ソ連空軍志願隊は、スペイン内戦で15機撃墜の記録を持つパーヴェル・ルィチャゴフ少将などが指揮を執っている。ソ連の義勇兵たちは、派遣期間を6ヶ月以内とする交代制（ローテーション）となっていた。派遣部隊の第1陣（1937年11月から翌年2月まで）は士気が低く戦闘に消極的だったため、空軍顧問シェンノートや中国人からの評価は低かった。一方の第2陣は日本軍と激しく戦っているが、中国側からは素行が乱暴だと見られることもあった。しかし中国奥地へ基地を移してからは、中・ソ両部隊の関係も第1，2陣に比べて良好になり、うまく協同作戦がとれるようになっていった。

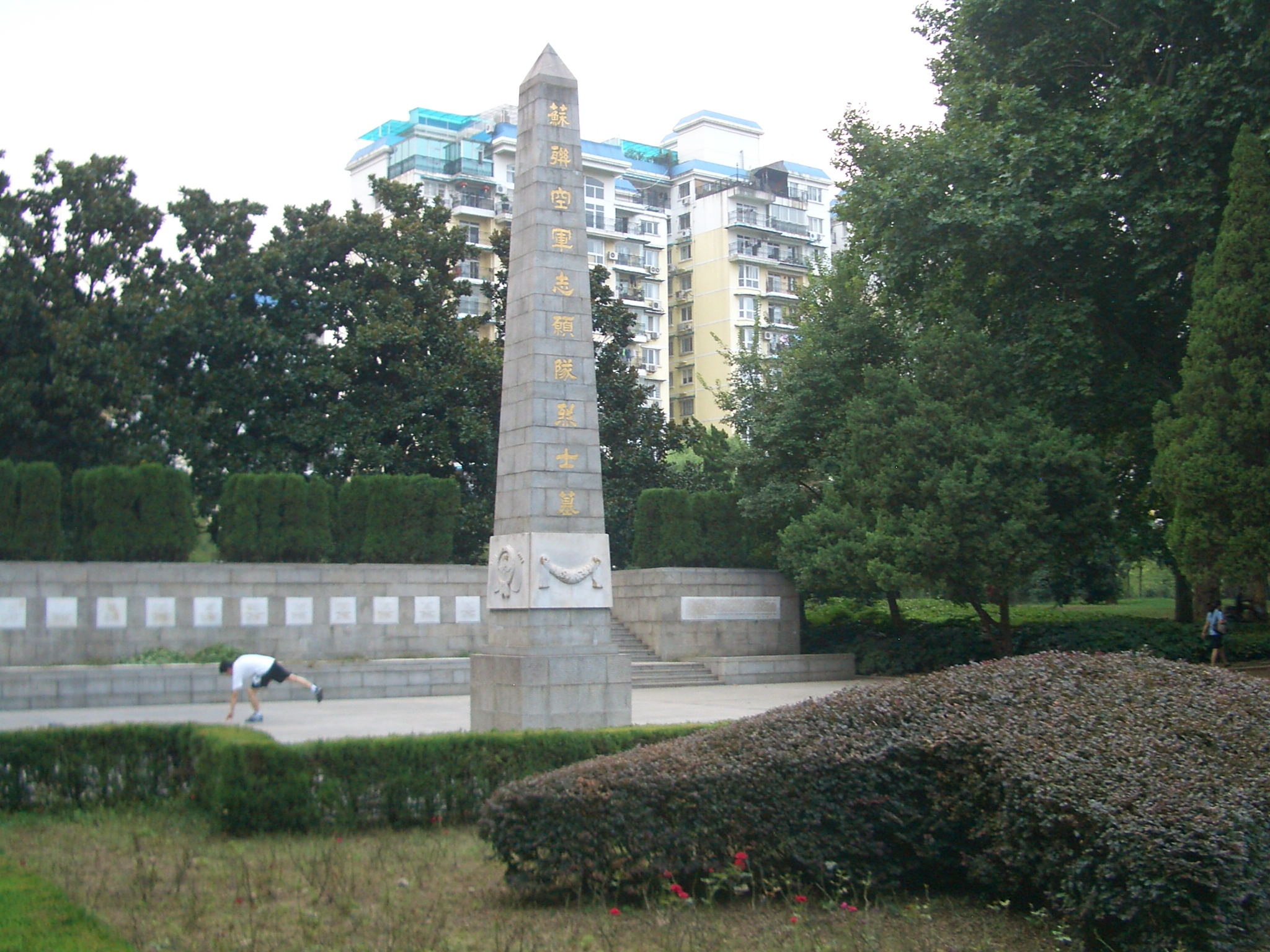
1956年に武漢市の漢口解放公園に建立されたソ連空軍志願隊烈士墓

1939年末頃から、中国とソ連の関係は悪化を始めた。戦線の膠着による日中戦争の長期化、国民政府と中国共産党との摩擦、国民党内の反共グループの存在などにより、ソ連は国民党に対して不信感を募らせた。さらに、独ソ不可侵条約締結以後は中国の抗日戦を支援する意義が薄れたこともあり、1940年中頃から兵器供給は減少ししつつあった。とはいえ、中国が航空機の不足に苦しんでいた1940年11月25日から41年6月1日まで、ソ連は戦闘機・爆撃機250機を供給した。1941年6月、独ソ戦が勃発すると、中国を援助する余裕が無くなったソ連は支援終結を宣言、徐々に引き揚げていたソ連空軍志願隊も完全に撤収した。
ソ連製の航空機は1937年10月から39年9月までに985機、1941年までに1,250機が中国へ送られた。供給された航空機は中国空軍・ソ連志願隊で使用され、ソ連人部隊が引き揚げる際にその使用機は中国側へ引き渡された。1938年から40年5月までの統計によれば、ソ連志願隊は約50回以上の戦闘に参加し、日本機の撃墜81機、地上破壊114機、艦艇14隻（中国空軍との共同）などの戦果を収めたとされる。飛行士や技術者ら延べ約2,000人が中国へ派遣され、200名以上が命を落とした。

## 戦歴

### 緒戦・台湾爆撃
1937年12月1日、訓練を終えた中ソ連合航空隊のI-16戦闘機23機とSB爆撃機20機が南京飛行場に到着し、南京防衛戦で初めて戦闘に参加した。プロコフィエフの指揮する戦闘機隊は日本軍の爆撃機2機と戦闘機1機を撃墜したとされ、爆撃隊は長江の日本艦隊や日本軍飛行場を爆撃した。しかし南京へ日本軍が迫り、中ソ航空隊は9日に南京を離れた。この戦いでは、南京を失ったことやソ連側の士気が低かったことから、中ソ両国の要員が互いに責任を転嫁する場面がみられたとされる。その後、中ソ連合航空隊は武漢や南昌に基地を移し、防空戦闘や日本軍飛行場への爆撃を行った。
1938年2月から4月にかけては、河南省の洛陽・帰徳付近に展開するI-15bis戦闘機主力のソ連志願隊と、日本陸軍飛行第2大隊（九五式戦闘機）が交戦した。この時には中国空軍機は少数だったため、実質的には日本陸軍とソ連空軍による空戦となった。 4月上旬の台児荘の戦いでは、爆撃機隊が駅や橋を破壊して日本軍増援部隊の来援を阻止している。
1938年2月23日（ソ連赤軍の記念日）、フョードル・ポルィーニン大尉が指揮する中ソ混成のSB爆撃機隊（28機）は南昌基地を発進して台湾海峡を越え、台北の松山飛行場への爆撃を敢行した。松山飛行場は事変勃発以来、日本海軍爆撃機による渡洋爆撃の拠点であった。SB隊は奇襲攻撃を期するため、グライダー化した無音状態で高空から爆弾を投下した。日本軍の迎撃はなく、編隊は南昌へ帰投した。中国側の発表によれば、地上の日本機40機を破壊、航空燃料3年分のストックが焼却されたとしている。 日本海軍の発表では、飛行場に被害は無く少数の住民が犠牲になったとしている。

### 武漢・南昌の戦い

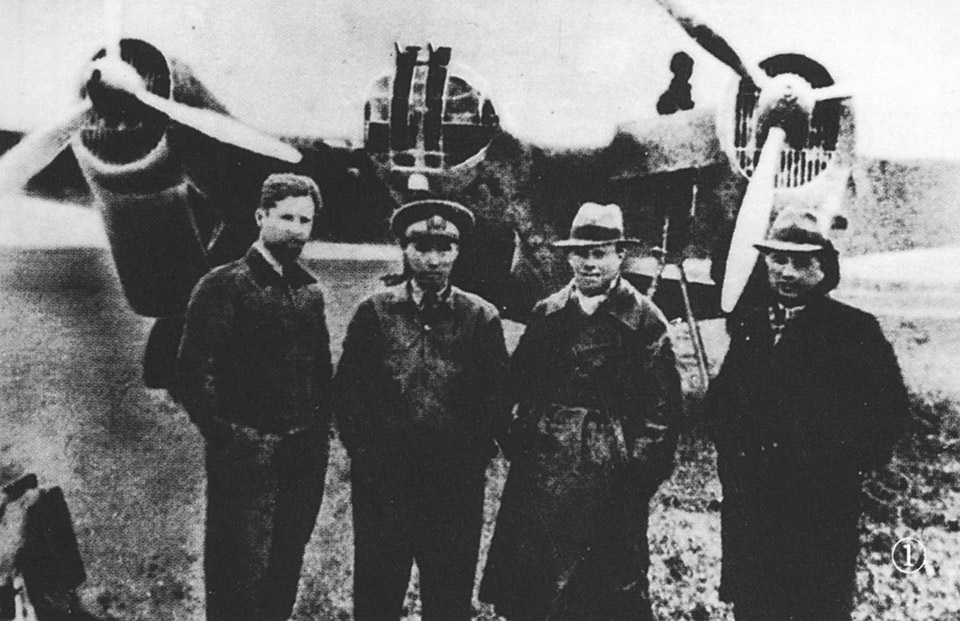
漢口飛行場のソ連人飛行士らとSB爆撃機。

日本軍は、1938年6月から始まる武漢攻略作戦に先立ち、漢口への爆撃を企図した。4月29日（天長節）、日本海軍航空隊の45機（第十二航空隊の小園安名少佐率いる九六艦戦27機、および第十三航空隊の棚町整少佐率いる九六陸攻18機）が奇襲を狙い、別々の経路から漢口へ飛来した。しかし地上の監視哨に察知され、中ソ戦闘機隊の60機が離陸していたため奇襲にはならなかった。空域は彼我100機近い航空機が入り乱れての大混戦となった。この結果、日本海軍は51機撃墜、4機喪失と発表した（これは天長節のために修正された戦果であるとされる）。一方の中ソ側記録は、撃墜21機（戦闘機13・爆撃機8）、被撃墜9機となっている。
武漢会戦中には、長江沿いに進撃してくる日本軍地上部隊や、長江上の艦船を襲撃した。しかし南京と武漢の中間にある安慶が占領され、駝龍湾飛行場が新設されると、日本軍戦闘機の在空時間が長くなり、制空権は日本側に移っていった。10月以降、戦力の損耗した中ソ航空隊は戦闘を避けるようになり、10月25日武漢は陥落した。また、2月から8月までの間にソ連人飛行士15人が犠牲となっている。
南昌には青雲譜・老営房の新旧2つの飛行場と南昌飛機製造廠（イタリア企業との合弁で1934年設立）があり、中国空軍の重要基地であった。日本軍は武漢とともに、2月から8月頃まで南昌への攻撃を繰り返した。5・6月の攻撃では多数機が地上で破壊され、中ソ連合航空隊は武漢・南昌から奥地へ引きあげた。南昌は翌1939年3月に日本軍によって占領された。

### 奥地移転後の戦い
漢口・南昌を失った中ソ連合航空隊は、中国奥地の四川省（重慶・成都・梁山）や甘粛省（蘭州）へ基地を移した。航続距離の短い日本軍の戦闘機（九六式戦・九七式戦）では、このような奥地までは侵入できなかった。また、初歩的な早期警戒網も作られ、これまでのように不意打ちを受けることはなくなった。1939年以降、日本軍は中国奥地への爆撃を強化した。1939年2月、日本陸軍は対中軍事援助の中枢基地である蘭州爆撃にイ式重爆撃機を投入したが、中ソ連合航空隊の迎撃によって5回の出撃でそのほとんどの機体を消耗してしまった。
10月3日、クリシェンコ（G.A.Kulishenko）の率いる9機のDB-3爆撃機が、漢口飛行場を奇襲爆撃した（日本側はSBと認識）。飛行場への被害はわずかであったが、一弾が第一連合航空隊幹部の集まっている所へ落下したため、塚原二四三司令官が重傷を負うなど人員の多くが死傷した。10月14日には、再び漢口基地への爆撃が行われ、飛行場に置かれていた50～60機が破壊されるという被害を受けた（漢口空襲）。
同年12月、日本軍は援蒋ルート（仏印ルート）を遮断するため広西省の南寧を占領し、奥地の補給路を爆撃するための基地を設置した。南寧の奪回攻勢を行う中国軍地上部隊を援護するため中ソ連合航空隊が出撃し、広西省南部で激しい空中戦が行われた。これらの戦いで中国空軍は戦力を消耗したため、1940年以降のソ連志願隊は中国空軍への協力と四川防空が主要任務となった。5月から9月まで日本軍は重慶・成都を爆撃し（百一号作戦）、中ソ航空隊は迎撃戦で16機を撃墜したとしている。
40年秋、日本海軍は最新型の零式艦上戦闘機を投入し、重慶爆撃を行う中攻隊の護衛に使用していた。9月13日、13機の零戦と中国空軍のI-152、I-16計27機が戦い、中国側が惨敗を喫した。その後、中国はソ連からI-153戦闘機を93機送られたが零戦の敵ではなく、被害は増大した。こうして中国空軍は戦闘を避けざるを得なくなった。零戦の登場とソ連の支援終結は中国空軍に「暗黒時代」をもたらした。

## 主な人物
- ヴァシーリー・クルデュモフ - 大尉。初代総指揮官。1937年10月29日、事故死[36]。
- パーヴェル・ルィチャゴフ - 旅団長。2代目総指揮官（1937.12 - 1938.4）スペインで15機撃墜。
- アレクセイ・ブラゴヴェシチェンスキー（ロシア語版） - 大佐。I-15大隊指揮官、3代目総指揮官（1938.4 - 9）。
- パーヴェル・ジーガレフ（ロシア語版） - 4代目総指揮官（1938.9 - 10）
- グリゴリー・トール（ロシア語版） - 5代目総指揮官（1938.10 - 1939）
- ピョートル・アニシモフ（ロシア語版） - 大佐、6代目総指揮官（1939.5 - 1941）
- アンドレイ・リトフ（ロシア語版） - 政治委員。
- スチェパーン・スルプーン（ロシア語版） - 少佐（スペインで撃墜10機）。トップエースで夜間戦闘が得意。空軍顧問団の戦闘機隊担当副団長。1939年末に帰国。ソ連邦英雄[3]。
- アントン・グベーンコ（ロシア語版） - 大佐。中国で7機撃墜。1938年5月31日に漢口上空でソ連航空史上初の体当たり攻撃で有名に[3]。
- ピョートル・デミドフ（ロシア語版） - 戦闘機隊長、戦隊長。1938年5月帰国。
- ニコライ・スミルノフ - I-15大隊隊長。1938年2月戦死。
- アルフォンス・シメナス - 中尉。I-15大隊副隊長。5機撃墜[37]。
- ドミートリー・パノーフ（ロシア語版） - 戦闘機隊員。
- ニコライ・アリファーノフ（ロシア語版） - 戦闘機隊員。5機撃墜。
- フョードル・ジェレブチェンコ（ロシア語版） - 大尉。戦闘機隊員。
- アレクサンドル・グリツェンコ（ロシア語版） - 中尉。I-15大隊隊員。4機撃墜[38]。
- セルゲイ・グリツェヴェーツ - ノモンハン事件（1939年）にも参加し総撃墜数42（スペイン、中国を含む）[39]。
- グリゴリー・クラフチェンコ（ロシア語版） - 中尉。戦闘機隊員。10機撃墜。ノモンハン事件でも活躍。
- ゲオルギー・ニェフョードヴィチ・ザハーロフ（ロシア語版） - 戦闘機隊員。スペイン内戦にも参加。撃墜数3。
- ピョートル・コザチェンコ（ロシア語版） - 戦闘機隊員。中国で11機撃墜[3]。
- コンスタンティン・コキナキ - スプルーン少佐の後任[3]。
- レオーンチー・ヤコヴェンコ（ロシア語版） - 戦闘機隊員。2機撃墜。
- ヴィクトル・グラチョフ（ロシア語版） - 戦闘機隊員。ノモンハン事件にも参加。
- アレクサンドル・チェルロブノフ - 戦闘機隊員、航空学校教官[40]。
- フョードル・ポルィーニン（ロシア語版） - 爆撃機隊員。台湾への渡洋爆撃を指揮。
- ミハイル・マチン（ロシア語版）爆撃機隊長。38年3月帰国
- ヴァシーリー・クレフツォフ（ロシア語版） - 爆撃機隊副隊長。38年6月帰国[41]。
- チモフェイ・フリューキン（英語版） - 爆撃機隊員。
- フョードル・ドビシュ（ロシア語版） - 爆撃機隊員。1938年5月帰国。のち戦略ミサイル軍創設者のひとり。
- オレスト・ボロフコフ（ロシア語版） - 大尉。爆撃機隊員。
- イヴァン・セリヴァーノフ（ロシア語版） - 爆撃機隊員。
- ウラジーミル・シャリーモフ（ロシア語版） - 爆撃機隊員。
- アナトリー・プーシキン（ロシア語版） - 爆撃機隊員。
- グリゴリー・A・クリシェンコ（Г. Кулишенко） - 爆撃機隊長。1939年5月に長距離爆撃機（DB-3）部隊を率いて来華。10月14日戦死[42]。

この他にニコライ・アレクセーエフ、パーヴェル・ポスペーロフ、ミハイル・マロフ、イヴァン・コブィレツキー、ステパン・ガイダレンコ、ヴァシーリー・ズヴェーレフ、シドル・スリュサレフ、オレスト・ボロフコフ、マルク・マルチェンコフ、エヴゲニー・ニコラエンコ、ゲオルギー・コーネフ、アレクサンドル・コンドラチュク、フェドト・オルロフ、ニコライ・ズープ、イヴァン・スーホフなど

## 使用機種

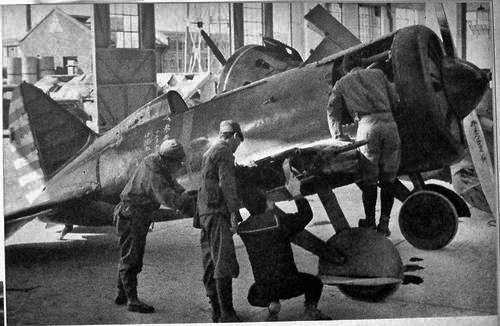
南京で日本軍に鹵獲されたI-16

- ポリカルポフ I-152(I-15bis) - 1939年9月までに347機。
- ポリカルポフ I-153 - 93機。
- ポリカルポフ I-16 - Type6、Type10、UTI-4（複座練習機型）各型合計216機。
- ツポレフ SB - 計292機が送り届けられ、主力爆撃機として使用。
- ツポレフ TB-3 - 6機。武装を撤去し中国軍が輸送機として使用。
- イリューシン DB-3（英語版） - 24機。
- ポリカルポフ R-5 - 偵察機として使用。